# Cyclolimnichus ovalis
Cyclolimnichus ovalis är en skalbaggsart som beskrevs av Carles Hernando och Ignacio Ribera 2000. Cyclolimnichus ovalis ingår i släktet Cyclolimnichus och familjen lerstrandbaggar. Inga underarter finns listade i Catalogue of Life.